# Hilarias
Las Hilarias (en latín Hilaria, 'las alegres', un término derivado del adjetivo del griego antiguo: ἱλαρός 'alegre, regocijado') fueron antiguas fiestas religiosas grecorromanas celebradas alrededor del equinoccio de marzo durante las fiestas de primavera en honor de Cibeles y Atis.

## Orígenes
La Gran Madre Tierra frigia que tuvo culto desde el Neolítico principalmente en Anatolia y particularmente en Pesinunte y Pérgamo, llegó tempranamente a la Antigua Roma a fines del siglo III a. C. como diosa generadora de la vida y asociada con Attis, dios de la vegetación y con la renovación que se producía durante la primavera. Su culto romano se estableció en el Templo de Magna Mater del Palatino.
Los romanos tomaron estas fiestas originalmente de los griegos, que la llamaban Ἀνάβασις, en latín Ascensus, donde la víspera de ese día la pasaban entre lágrimas y lamentaciones, llamándola Κατάβασις (Catábasis, en latín Dēscensus). Los escritores griegos más tarde tomaron prestado el nombre latino como Ἱλάρια, como aparece en la Biblioteca de Focio en su códice de la vida del filósofo Isidoro de Alejandría.
El término parece haber sido originalmente el nombre que se le daba a cualquier día o época de regocijo y alegría. Las "hilarias" podían ser por tanto, según Máximo el Confesor privadas o públicas. Entre las primeras, podría encontrarse el día en que una persona se casaba y cuando nacía un hijo. Entre las últimas, los días de regocijo público asignados por un nuevo emperador. En ese caso, se dedicaban a un comportamiento de alegría general y sacrificios públicos, y a nadie se le permitía mostrar ningún síntoma de dolor o pena.
Los romanos celebraban las Hilarias como feria stativa, el 25 de marzo, el séptimo día antes de las calendas de abril, en honor de Cibeles, la madre de los dioses. Probablemente, para distinguir estas fiestas de las mencionadas anteriormente, la Historia Augusta las llama Hilaria Matris Deûm.  El día de su celebración era el primero después del equinoccio de primavera, o el primer día del año que era más largo que la noche. El invierno con su penumbra había muerto, y el primer día después se pasaba con regocijo. Se desconoce la forma de su celebración durante tiempos de la República, exceptuando que Valerio Máximo menciona unos juegos en honor de la madre de los dioses. Respetando su celebración en la época del Imperio, Herodiano escribe que, entre otras cosas, hubo una procesión solemne, donde se portaba la estatua de la diosa, y delante, se llevaban obras de arte que pertenecían a los romanos más ricos o incluso, a los propios emperadores. 
Todo tipo de juegos, diversiones, sátiras y libertad de expresión estaban permitidos en este día, destacando los disfraces, y todos podían, con su disfraz, imitar a quien quisiera, incluso a los magistrados. Este día de carnaval, ha permitido pensar que podría considerarse como uno de los orígenes del día de los inocentes de abril.

## Estructura de las fiestas
Salustio, describió en el siglo IV la estructura básica de los días festivos en relación con el mito de Cibeles y Attis: 

"Y al principio nosotros mismos, habiendo caído del cielo y viviendo con la ninfa, estamos abatidos, y nos abstenemos de grano y de toda comida rica o sucia, puesto que son hostiles al alma. Luego viene la tala del árbol y el ayuno, como si también estuviéramos cortando el proceso posterior de generación. Después, la alimentación con leche, como si hubiéramos nacido de nuevo; y después vienen el regocijo y las guirnaldas y, por así decirlo, un retorno a los Dioses."

Según el calendario en la Cronografía del 354, diez días antes de las calendas de abril se producía el Arbor Intrat, o 'entrada del árbol'. Según Arnobio, en su Contra los paganos (libro V), implicaba cortar un pino y colocarlo en un lugar de honor dentro de un templo de Cibeles. Se amarraban vellones de lana alrededor del tronco del árbol, representando a la diosa que amortajaba a Attis muerto y le protegía del frío. Las ramas se adornaban con guirnaldas de violetas, como 'la Madre adorna con flores tempranas el pino dando testimonio de la triste desgracia'. Los sacerdotes se lamentaban ritualmente por Attis, golpeándose el pecho y llorando. Después, según Arnobio, los fieles ayunarían y, en particular, se abstendrían del pan, 'imitando los tiempos en que la diosa se abstuvo de los frutos de Ceres en su vehemente dolor', y entrarían en un estado de duelo, hiriéndose sus brazos y pecho.
Estas fiestas (a veces denominadas también Atideas o Attideia) se pueden reconstruir tentativamente en su calendario, con los días traducidos literalmente, de la siguiente manera:
- 15 de marzo. 'La caña entró' (canna intrat) o entrada de la caña en el templo de Cibeles por los cannophori. Aunque su significado exacto es incierto, las cañas pueden referirse a la orilla del río donde Attis fue expuesto (abandonado) de niño y rescatado por Cibeles. Comienza un período de nueve días de abstinencia de pan, granadas, membrillos, cerdo, pescado y probablemente vino. Solo se permitía la leche como bebida.[9]
- 22 de marzo. 'El árbol entró' (arbor intrat). Se talaba un pino y se instalaba en el templo, su tronco se amortajaba con lana y sus ramas se adornaban con guirnaldas de violetas.[7]
- 23 de marzo. Un día de luto.
- 24 de marzo. 'El día de la sangre' (sanguis). Ritos frenéticos incluyendo flagelaciones y azotes. Los galli se herían y los neófitos efectuaban rituales de castración. El árbol estaba enterrado simbólicamente.
- 25 de marzo. 'El día de la alegría' (Hilaria) celebrando la resurrección de Atis. Esta es la Hilaria propiamente dicha (con gran jolgorio, en oposición al tono triste de los días anteriores).
- 26 de marzo. Un día de descanso (requietio).
- 27 de marzo. 'El Lavado' (lavatio) o Fiesta de exaltación de Cibeles. Agregado por Marco Aurelio.
- 28 de marzo. El initium Caiani, posible ceremonia en el santuario del Vaticano. Aparece en el Calendario de Filócalo.

## Hilarias de Isis-Osiris
Según el Calendario de Filócalo del 354, existía una Hilaria del culto Isis-Osiris, también como un proceso de renacimiento de Osiris muerto, esposo de Isis, como parte de las fiestas isíacas, cuyo último día tenía lugar el 3 de noviembre.

## Día de las Hilarias
Herodiano detalla un complot de asesinato de Materno contra el emperador Cómodo que debía ocurrir durante las Hilarias. Materno planeó disfrazarse a sí mismo y a sus seguidores como miembros de la guardia pretoriana, y mezclarse entre los verdaderos miembros de la guardia, hasta que estuvieran lo suficientemente cerca como para matarlo. Sin embargo, uno de los seguidores de Materno reveló el complot antes de tiempo, traicionándolo porque, según Herodiano, sus hombres 'preferían un emperador legítimo a un tirano ladrón'. El día de la Hilaria, fue decapitado y sus seguidores castigados. Los ciudadanos celebraron la seguridad del emperador, y Cómodo hizo sacrificios a Cibeles por protegerlo.